# Елведин Незировић
Елведин Незировић (Мостар, 12. новембар 1976) босанскохерцеговачки је књижевник и новинар.

## Биографија
Родио се у Мостару, али је због преране очеве смрти, првих седам година живота провео код мајчиних родитеља, у селу Црнићи, недалеко од Стоца. Школовао се у родном граду, где је завршио Педагошку академију, Одсек за бошњачки језик и књижевност, те Факултет хуманистичких наука на Одсеку за енглески језик и књижевност. 2002. године објавио је прву збирку поезије под називом Бездан. Своје песме и књижевне текстове објављивао у најеминентнијим књижевним часописима на простору Југославије, од загребачког Књигомата до београдског Балканског књижевног гласника и зрењанинске Улазнице, мостарског Моста и Мотришта, па све до Сарајевских свески. Књига Боја земље, објављена у издању Лагуне, његов је први роман. Песме су му преведене на енглески, италијански и турски језик.
Директор је Музичког центра Паваротти у Мостару. Члан је Друштва писаца БиХ и П.Е.Н. центра БиХ.

## Награде
- Трећа награда ''Зија Диздаревић'', за најбољу кратку причу (2009)
- Награда Издавачке куће „Лагуна“, за најбољу кратку причу (2011)
- Награда ''Есад Есо Садиковић'', за најбољу кратку причу (2013)
- Друга награда ''Муса Ћазим Ћатић'', за најбољу песму (2015)
- Награда Центра за мир и мултиетничку сарадњу из Мостара – <ноњики>Мимар мира</ноњики>, за укупан допринос изградњи мира, суживота и међунационалног повјерења у постратном периоду (2017)